# UMF Tindastóll
UMF Tindastóll is een IJslandse voetbalclub uit Sauðárkrókur. De club werd opgericht in 1907. De thuiswedstrijden worden in het Sauðárkróksvöllur gespeeld, dat plaats biedt aan zo'n 1.300 toeschouwers.
In 2010 ging de club samen met Hvöt FC om verder te gaan als Tindastóll/Hvöt. De fusie tussen de teams uit de plaatsen die op een half uur van elkaar liggen en oude rivalen waren, kwam als een verrassing. Voor het seizoen 2011 bestond het team voornamelijk uit spelers van Tindastóll aangevuld met enkele talenten van Hvöt. De combinatie werd verrassend kampioen in de 2. deild karla en promoveerde naar de 1. deild karla. Na het seizoen 2011 werd de samenwerking beëindigd. Onder de naam van de combinatie komt UMF Tindastóll in 2012 uit in de 1. deild karla.
De club uit het noorden van IJsland hield het drie seizoenen vol op het tweede niveau. In 2014 degradeerde Tindastóll winstloos naar de 2. deild karla. In 2015 werd opnieuw gedegradeerd, nu naar de 3. deild karla. Daar werd UMF Tindastóll in 2016 kampioen en promoveerde weer terug.

## Erelijst
| Nationaal      |    |                  |
| 2. deild karla | 3x | 1992, 1997, 2011 |
| 3. deild karla | 2x | 2010, 2016       |

## Bekende en prominente (oud-)spelers
- Guðbrandur Guðbrandsson
- Pétur Pétursson
- Rúnar Már Sigurjónsson

- Árni Stefánsson
- Gísli Eyland Sveinsson
- Eyjólfur Sverrisson

- Steven Beattie
- Ben Everson
- Kevin Grimes

## Trainers
- 1983-1985:  Árni Stefánsson
- 0000-1986:  Eiríkur Þorsteinsson
- 1987-1990:  Bjarni Jóhannsson
- 0000-1991:  Tim Hankinson
- 0000-1991:  Guðbjörn Tryggvason
- 0000-1993:  Pétur Pétursson
- 0000-1994:  Árni Stefánsson
- 1995-1996:  Gísli Sigurðsson
- 0000-1997:  Lýður B. Skarphéðinsson
- 0000-1998:  Gísli Sigurðsson &  Ólafur Adolfsson

- 0000-1999:  Ally Maxwell
- 1999-2001:  Sigurður Halldórsson
- 2001-2004:  Gísli Sigurðsson
- 2004-2006:  Guðjón Örn Jóhannsson &  Sveinbjörn Jón Ásgrímsson
- 2007-2008:  Róbert Haraldsson
- 0000-2009:  Sævar Pétursson
- 2010-2011:  Sigurður Halldórsson
- 2011-heden:  Halldór Jón Sigurðsson